# Severn (Ontario)
Severn est un canton de l'Ontario, situé dans le comté de Simcoe.

## Démographie
| 2001   | 2006   | 2011   | 2016   |
| ------ | ------ | ------ | ------ |
| 11 135 | 12 030 | 12 377 | 13 477 |